# Cicurina intermedia
Cicurina intermedia är en spindelart som beskrevs av Chamberlin och Ivie 1933. Cicurina intermedia ingår i släktet Cicurina och familjen kardarspindlar. Inga underarter finns listade i Catalogue of Life.